# Pequeno Belt

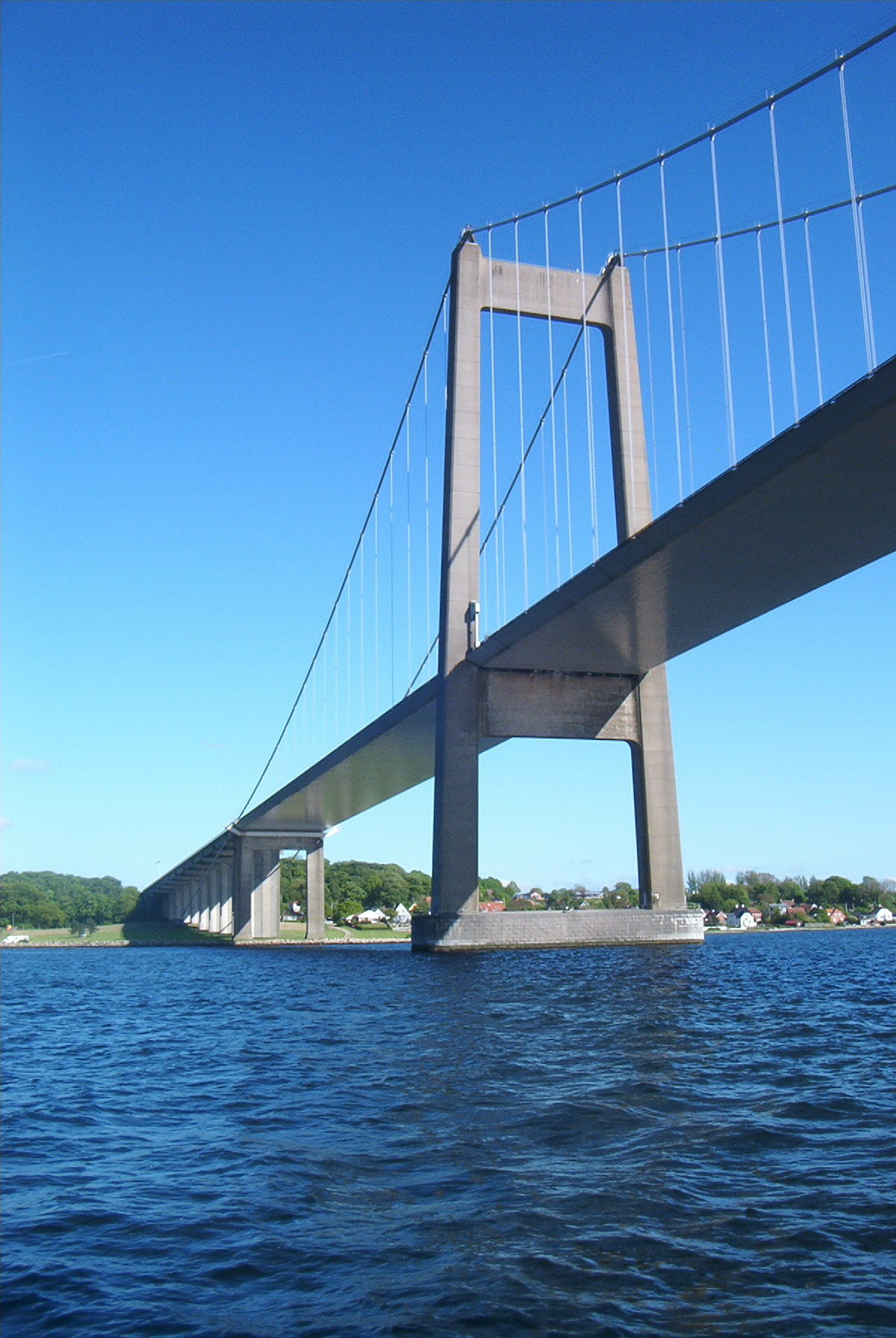
Ponte no Pequeno Belt

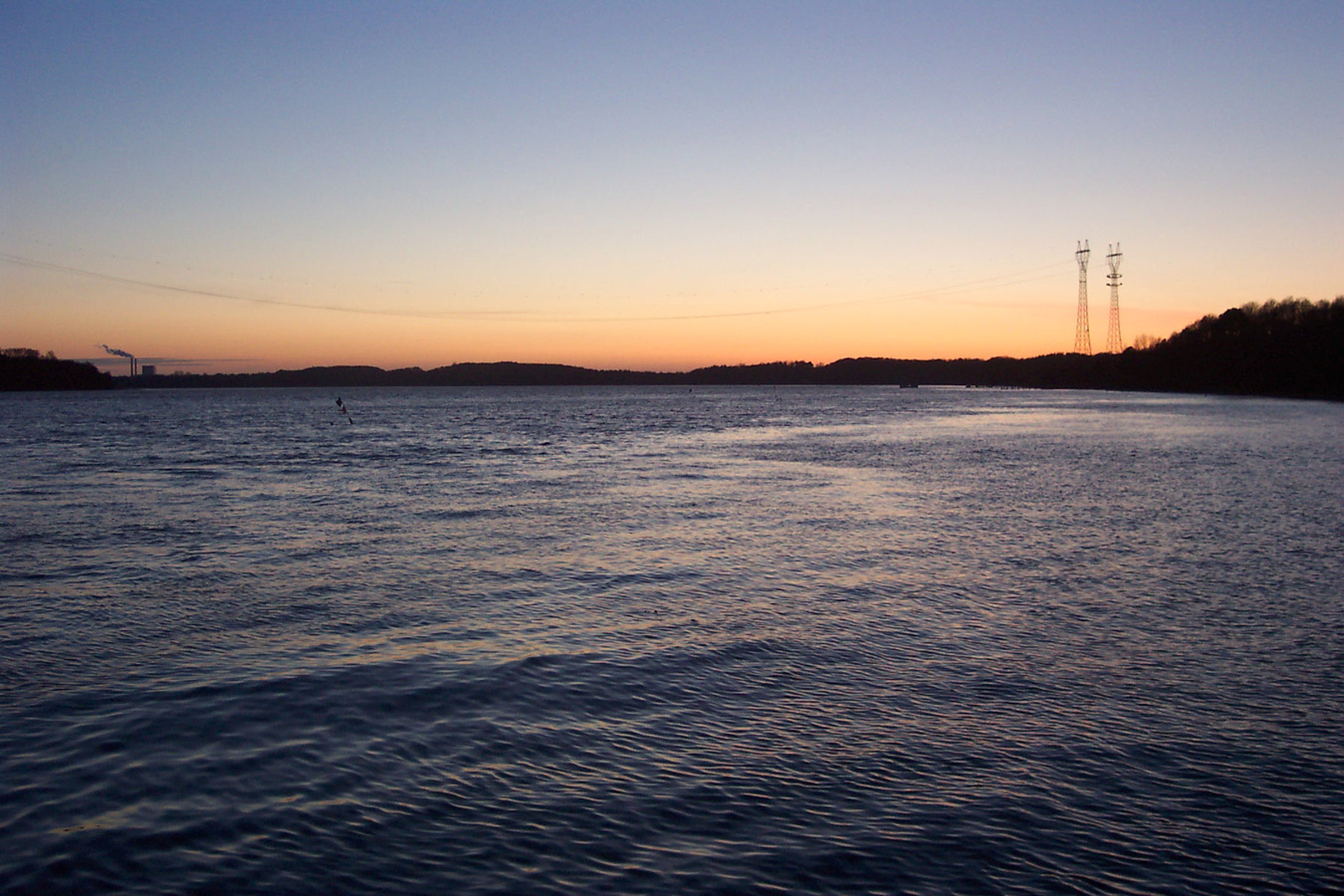
Pequeno Belt

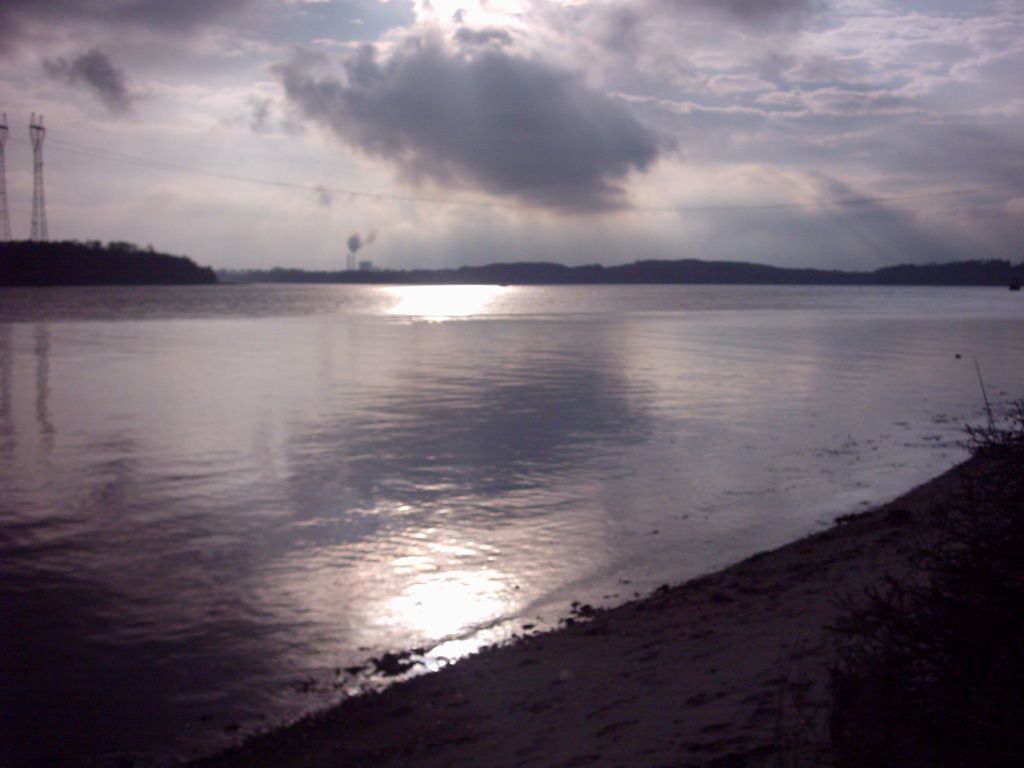
Pequeno Belt

O Pequeno Belt (em dinamarquês:  Lillebælt) é um estreito entre a ilha dinamarquesa de Funen e a península da Jutlândia. É um dos três principais estreitos dinamarqueses (Øresund, Grande Belt e Pequeno Belt).
O Pequeno Belt tem cerca de 50 km de comprimento e sua largura varia de 800 metros a 28 km. A sua profundidade máxima é de aproximadamente 75 m. Várias pequenas ilhas situam-se neste estreito. Duas pontes atravessam o estreito, a velha Ponte do Pequeno Belt e a nova Ponte do Pequeno Belt.